# Стаценко Олександр
Олександр Стаце́нко (нар. 10 листопада 1983) — український волейболіст, діагональний нападник, колишній гравець збірної України.

## Життєпис
Народився 10 листопада 1983 року.
Спортивну кар'єру розпочав у харківському «Локомотиві». Був гравцем луцького клубу «Лучеськ-Підшипник». У сезоні 2004—2005 знову грав у харківському «Локомотиві». Улітку 2010 року перейшов до складу ВК «Варшавська політехніка». Після цього відіграв, зокрема, у складі санкт-петербурзького «Автомобіліста», два сезони у російському «Динамо» (Ленінградська область, ЛО). Наприкінці весни або влітку 2014 року вирішив повернутися до харківського «Локомотива». Пізніше грав у турецькому «Токат Беледіє Плевнеспор» (Tokat Belediye Plevnespor), восени 2017 став новачком болгарського клубу «Нафтохімік 2010» із міста Бургас. За взаємною згодою сторін контракт розірвали, і на початку січня 2018 Олександр перейшов до складу харківського «Локомотива». Перед початком сезону 2018—2019 перейшов до казахстанського клубу «Мангистау».

### Досягнення
індивідуальні
- Найкращий снайпер другого раунду відбіркового турніру чемпіонату Європи-2015.